# Guido II de la Roche
Guido II de la Roche (francese: Guy II de la Roche; 1280 – 5 ottobre 1308) fu Duca di Atene dal 1287 alla propria morte, ultimo duca della propria famiglia.
Succedette nella carica alla morte del padre, il duca Guglielmo I de la Roche, in un periodo in cui il Ducato di Atene aveva superato il Principato di Acaia in ricchezza, potenza e importanza. Data la sua minore età, inizialmente fu posto sotto la reggenza di sua madre, Elena Angelina Comnena, la quale fu obbligata a sottomettersi a Isabella di Villehardouin, Principessa di Acaia, nel dicembre 1289. Quando Elena sposò Ugo di Brienne, nel 1291, questi divenne balivo del ducato. Nel 1296 Guido raggiunse la maggiore età, e fece omaggio a Isabella e a suo marito, Florent de Hainaut.
Nel 1299 si fidanzò con Matilde di Hainault, figlia di Isabella e Florent, ma re Carlo II d'Angiò obiettò che non gli fosse stato chiesto il permesso; papa Bonifacio VIII intervenne nella disputa al fianco della giovane coppia.
Nel 1307 fu nominato balivo di Acaia dal suo nuovo signore, Filippo I di Taranto: governò bene, ma per appena un anno, forse morì il 5 ottobre 1308. Non lasciò eredi, e la linea dei duchi De la Roche si estinse: il Ducato di Atene fu disputato tra diversi rivali fino a quando il parlamento ducale non elesse Gualtiero V di Brienne.
Fu un signore rispettato e rinomato per la sua cavalleria e i suoi modi, tipici delle corti franche in Grecia.